# Суперкубок Сан-Марино з футболу 1995
Суперкубок Сан-Марино з футболу 1995 — 10-й розіграш турніру, який в той час мав назву Трофео Федерале. Переможцем вперше став Космос.

## Учасники
- Чемпіонат Сан-Марино:
  - Чемпіон: Тре Фйорі
  - Віце-чемпіон: Ла Фіоріта
- Кубок Сан-Марино:
  - Володар: Космос
  - Фіналіст: Фаетано

## Півфінали
| Команда 1 | Рахунок      | Команда 2  |
| --------- | ------------ | ---------- |
| Космос    | 0:0 пен. 5:4 | Ла Фіоріта |
| Тре Фйорі | 2:1 дч       | Фаетано    |

## Фінал
| Команда 1 | Рахунок | Команда 2 |
| --------- | ------- | --------- |
| Космос    | 3:2     | Тре Фйорі |